# シュテットヴァング
シュテットヴァング (ドイツ語: Stöttwang) は、ドイツ連邦共和国バイエルン州シュヴァーベン行政管区のオストアルゴイ郡に属す町村（以下、本項では便宜上「町」と記述する）であり、ヴェステンドルフ行政共同体を構成する自治体の一つである。

## 地理
シュテットヴァングはアルゴイ地方に位置する。

### 自治体の構成
この町は、公式には5つの地区 (Ort) からなる。
- ゲンナハハウゼン
- リンデン
- ライヒェンバッハ
- シュテットヴァング
- タールホーフェン・アン・デア・ゲンナハ

## 歴史
シュテットヴァングは帝国自由都市カウフボイレンに属した。1803年の帝国代表者会議主要決議以降はバイエルンに属した。バイエルンの行政改革に伴う1818年の市町村令によって現在の自治体が成立した。1971年、それまで独立した町村であったリンデン、タールホーフェン、ライヒェンバッハが自由意思によりシュテットヴァングに合併した。1978年にヴェステンドルフ行政共同体に加盟した。

### 人口推移
- 1970年 995人
- 1987年 1,350人
- 2000年 1,761人

## 行政
町長は、クリスティアン・シュレーゲル (Freie Wählervereinigung) である。

### 紋章
図柄: 上下二分割。上部は赤字に6本の突起がある金の星。下部は青地で、底部から突き出した金の修道院長杖。上下の分割線に被せて、椰子の枝と下向きの銀の剣が斜め十字に組み合わされている。

## 経済と社会資本
- 国民学校 1校

## 文化と見所

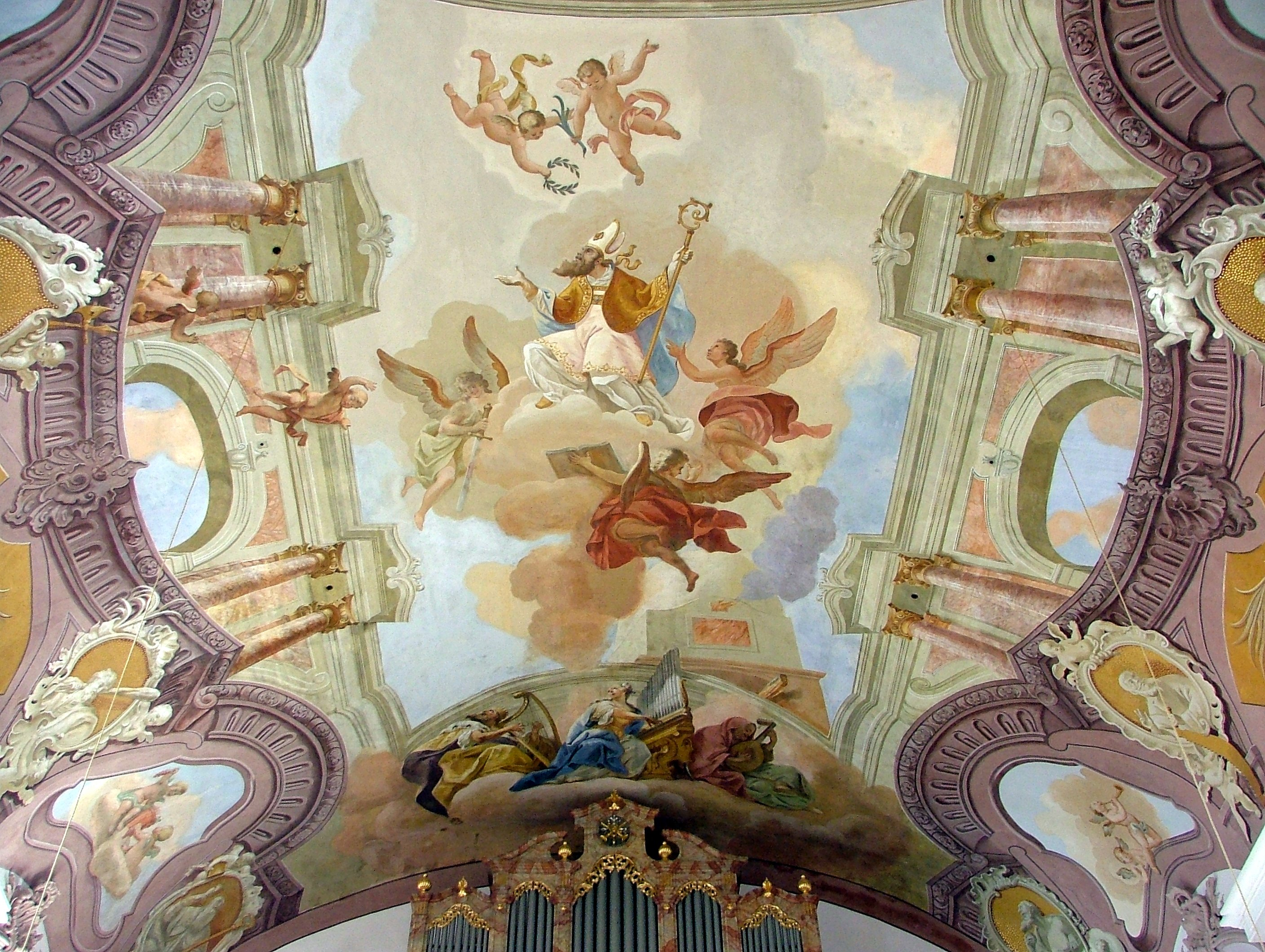
シュテットヴァングの教会の天井画

シュテットヴァングのバロック教会は「小ヴィース」とも呼ばれる。その建造には有名な芸術家が関わっている。壁画はケンプテンのフランツ・ゲオルク・ヘルマンの作である。化粧漆喰はヴェッソブルンのフランツ・クサヴァー・ファイヒトマイヤーの作品である。主祭壇の製作者はエギディウス・フェアヘルストとその息子プラキディウスである。

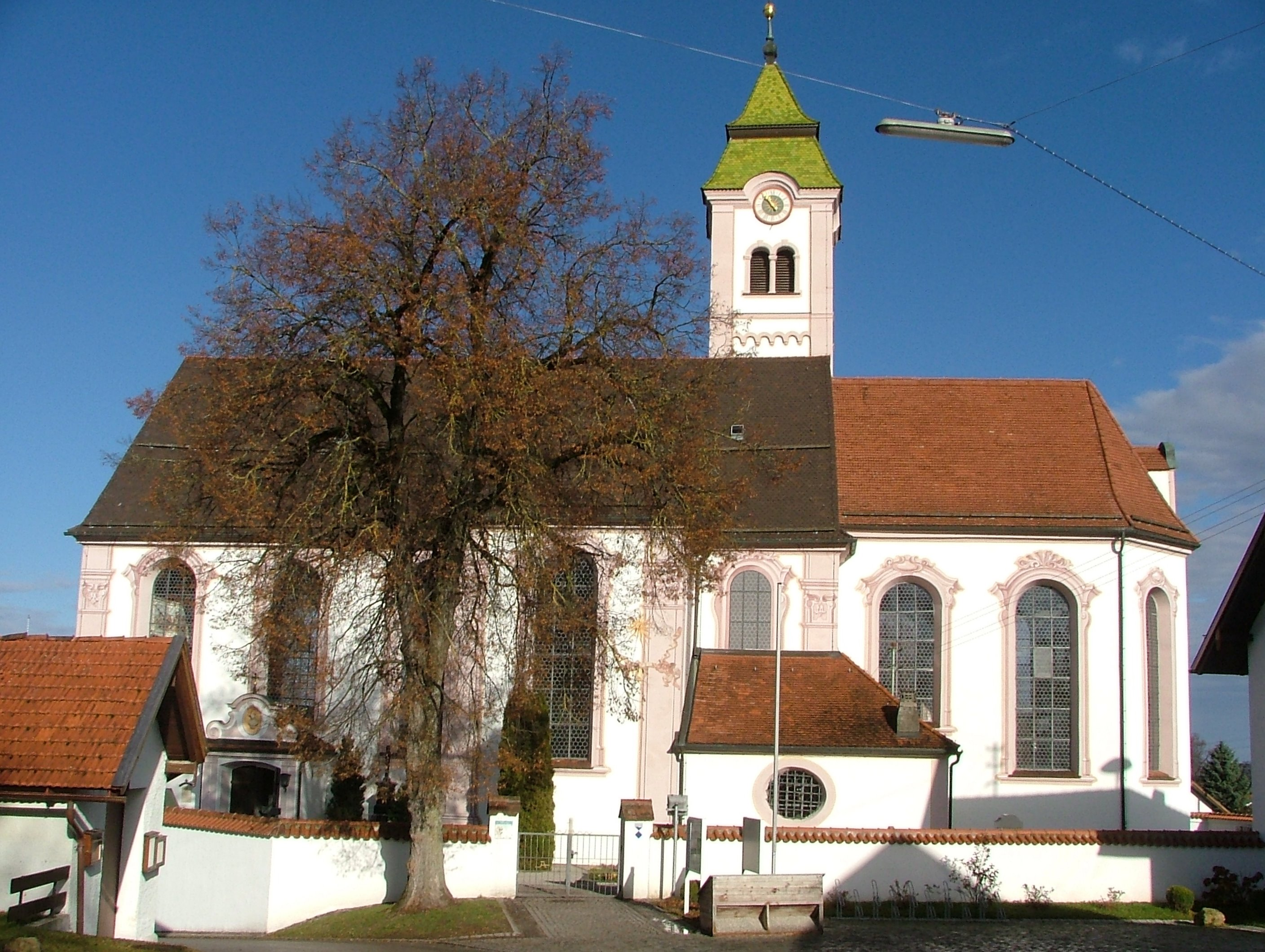
教会の外観
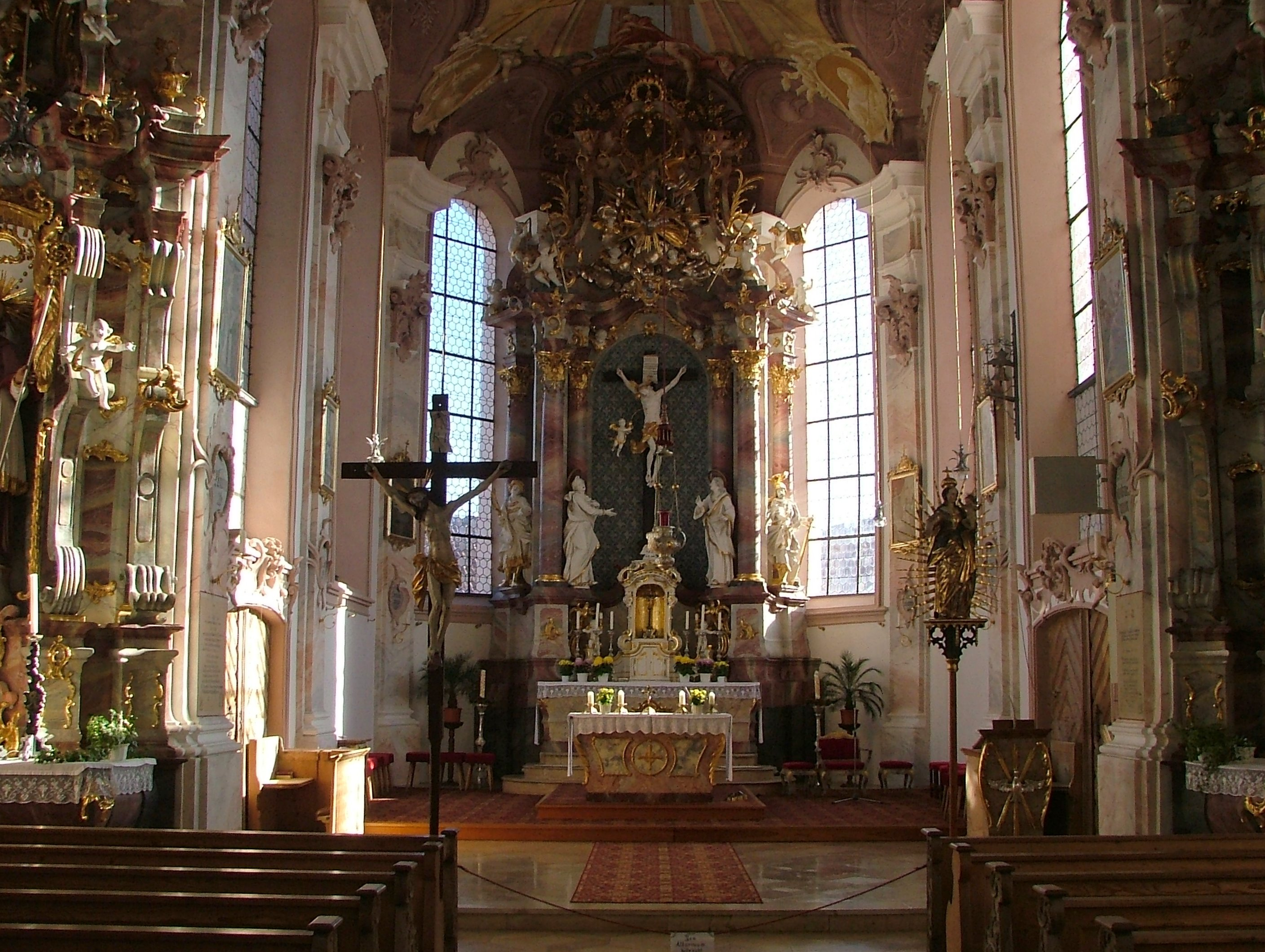
祭壇

## 引用
1. ↑  https://www.statistikdaten.bayern.de/genesis/online?operation=result&code=12411-003r&leerzeilen=false&language=de Genesis-Online-Datenbank des Bayerischen Landesamtes für Statistik Tabelle 12411-003r Fortschreibung des Bevölkerungsstandes: Gemeinden, Stichtag (Einwohnerzahlen auf Grundlage des Zensus 2011)
2. ↑  Bayerische Landesbibliothek Online